# 6538 Muraviov
6538 Muraviov eller 1981 SA5 är en asteroid i huvudbältet som upptäcktes den 25 september 1981 av den ryska astronomen Ljudmila Tjernych vid Krims astrofysiska observatorium på Krim. Den är uppkallad efter ryssen Mikhail N. Muraviov.
Asteroiden har en diameter på ungefär 8 kilometer och den tillhör asteroidgruppen Koronis.